# Viện Cổ sinh Động vật có xương sống và Cổ nhân loại học Trung Quốc
Viện Cổ sinh Động vật có xương sống và Cổ nhân loại học Trung Quốc (tiếng Hoa: 中国科学院古脊椎动物与古人类研究所; viết tắt theo tiếng Anh là IVPP, Institute of Vertebrate Paleontology and Paleoanthropology), là viện nghiên cứu trực thuộc Viện Hàn lâm Khoa học Trung Quốc. Viện nổi bật với nghiên cứu cổ sinh, và sưu tập các hóa thạch, trong đó có mẫu vật nhiều loài khủng long và thằn lằn bay, phần nhiều từ thành hệ Yixian.
Như tên gọi của nó cho thấy, nghiên cứu tập trung vào cả hai chủ đề cổ sinh vật học và thời kỳ tiền sử của con người.
Viện đặt tại Bắc Kinh, phát triển từ các phòng thí nghiệm nghiên cứu Kainozoi vào hồi năm 1929, và là tổ chức thành viên của Viện Hàn lâm Khoa học Trung Quốc. Viện có hoạt động ngày càng mở rộng ra quốc tế, và là tác giả hoặc đồng tác giả trên 45 bài viết về Khoa học Tự nhiên từ năm 1999 đến năm 2005. Các nhà khảo cổ đáng chú ý đã được liên kết với IVPP bao gồm Yang Zhongjian (aka CC Young), Dong Zhiming, Meemann Chang và Zhao Xijin.